# Frédéric le Bel
Pour les articles homonymes, voir Frédéric III et Le Bel.
Frédéric le Bel (en allemand : Friedrich der Schöne), né en 1289 à Vienne et mort le 13 janvier 1330 à Gutenstein (duché d'Autriche), est un prince de la maison de Habsbourg, fils d'Albert Ier et d'Élisabeth de Tyrol.
Lors des élections impériales de 1314, à la suite du décès de l'empereur Henri VII, il est élu roi des Romains le 19 octobre ; cependant, le jour suivant, Louis de Bavière issu de la maison de Wittelsbach a également été élu au trône impérial, par décision d'une autre partie de l'assemblée électorale. Quelques décennies avant que la Bulle d'or a défini les règles de transmission de la dignité impériale clairement et de manière cohérente, l'élection de deux souverains donne lieu à un âpre conflit. Les hostilités armées se terminèrent en 1322 avec la bataille de Mühldorf, dont Louis est sorti victorieux. Après trois ans d'emprisonnement, l'antiroi Frédéric soutenu par la curie romaine et ses frères parvient à atteindre un accord avec son rival et devient co-régent de Germanie. Dans l'histoire médiévale du Saint-Empire romain, cette diarchie était un fait unique. Mais, en fait, Frédéric ne joue qu'un rôle secondaire, lorsque Louis est couronné empereur en 1328.
Au cours de ses dernières années, Frédéric s'est produit comme donateur et fondateur afin de légitimer son règne. Sous sa tutelle, le centre des territoires héréditaires des Habsbourg se déplace continuellement des plus anciennes possessions sur le territoire du duché médiéval de Souabe vers la résidence de Vienne dans le duché d'Autriche.

## Biographie
Fils de l'empereur Albert Ier et d'Élisabeth de Tyrol, il est devenu, après la mort de son aîné Rodolphe Ier de Bohême et l'assassinat de son père en 1308, duc d'Autriche, dont il partage l'administration avec son frère cadet Léopold.
Sa vie est marquée par ses relations avec son cousin Louis IV. Ils sont éduqués ensemble, et leurs relations sont bonnes. Mais elles deviennent conflictuelles lorsque la tutelle des ducs de Basse-Bavière est confiée à Frédéric. Louis IV le bat à Gamelsdorf et il doit renoncer à cette tutelle.
Après la mort de l'empereur Henri VII de Luxembourg, Frédéric se porte candidat à la couronne du Saint-Empire. Cependant, à l'instigation de l'archevêque de Mayence Pierre d'Aspelt, c'est Louis IV qui est élu par quatre princes-électeurs sur sept en octobre 1314. Louis IV est alors couronné à la hâte roi de Germanie par l'archevêque de Cologne, au lieu de celui d'Aix-la-Chapelle. Selon la tradition le vote des princes-électeurs doit être unanime ce qui amène Frédéric à contester l'élection.
Frédéric, appuyé par son cadet Léopold Ier, remporte d'abord des succès militaires contre Louis IV. Cependant, celui-ci le défait et le capture le 28 septembre 1322, avec 1 300 autres gentilshommes d'Autriche et de Salzbourg, sur la lande d'Ampfing lors de la bataille de Mühldorf. Il le retient prisonnier au château de Trausnitz dans le Haut-Palatinat. Frédéric qui gouverne avec ses frères et Léopold Ier ne s'avoue pas vaincu, continuant le combat.
Cette résistance, la perte de l'alliance avec le roi de Bohême et l'excommunication du pape Jean XXII (qui prétend qu'il ne peut pas être élu sans son approbation) conduisent Louis IV à relâcher Frédéric, aux conditions du traité de Trausnitz du 13 mars 1325 : Frédéric y reconnait son cousin Louis IV comme souverain légitime et s'engage à retourner en captivité s'il ne parvient pas à convaincre Léopold de déposer les armes.
Ayant échoué, Frédéric retourne à Munich se constituer prisonnier, alors même que le pape l'a délié de son serment. Cet épisode a inspiré à Friedrich von Schiller son poème Deutsche Treue (Fidélité allemande) et à Ludwig Uhland sa tragédie Ludwig der Bayer (« Louis le Bavarois »).
Impressionné par cette loyauté chevaleresque, Louis IV rend son amitié à son cousin, partage son palais avec lui et ils se mettent d'accord pour diriger en commun le Saint-Empire. Face aux objections du pape Jean XXII et des princes-électeurs, ils signent un nouveau traité à Ulm le 7 janvier 1326, selon lequel Frédéric dirige la Germanie en tant que roi de Germanie, tandis que Louis IV est couronné empereur en Italie. Cependant, la mort de Léopold Ier le 28 février conduit Frédéric à abandonner cette régence impériale pour ne diriger que les seules possessions des Habsbourg.
Il meurt le 13 janvier 1330 au château de Gutenstein dans le Wienerwald, et est inhumé à la chartreuse de Mauerbach qu'il a fondée. Lorsque celle-ci est fermée en 1783, on emmène sa dépouille à la cathédrale Saint-Étienne de Vienne.
Après Frédéric, il faut attendre plus de cent ans pour qu'un Habsbourg, avec Albert II du Saint-Empire en 1438, soit de nouveau élu roi des Romains : entre-temps, le trône impérial est alternativement occupé par les dynasties de Bavière (Wittelsbach) et de Luxembourg.

## Union et postérité
Frédéric épouse par procuration à Barcelone en 1313 et effectivement à Judenburg en mai 1315 l'infante Isabelle d'Aragon (née à Barcelone en 1305, morte à Vienne 12 juillet 1330, inhumée dans la chapelle Saint-Louis des Frères mineurs), fille du roi Jacques II d'Aragon et de sa seconde épouse Blanche d'Anjou. Ils ont trois enfants :
- Frédéric (1316-1322, inhumé à Königsfelden) ;
- Élisabeth (1317-1336, inhumée à Mauerbach, transférée en 1783 dans la cathédrale Saint-Étienne de Vienne) ;
- Anne de Habsbourg (1318-1343, inhumée au couvent de Sainte-Claire de Vienne), nonne à Sainte-Claire en 1340, plus tard abbesse. Elle épouse, entre le 4 juillet 1326 et le 21 septembre 1328, Henri XV de Bavière (1312-1333), duc de Bavière, puis en secondes noces le 29 septembre 1336 Jean-Henri de Goritz (mort en 1338).

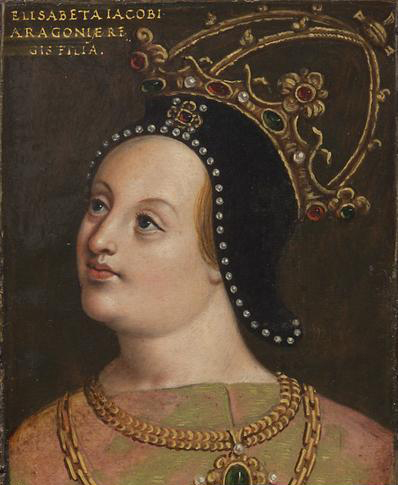
Isabelle d'Aragon (1305-1330).
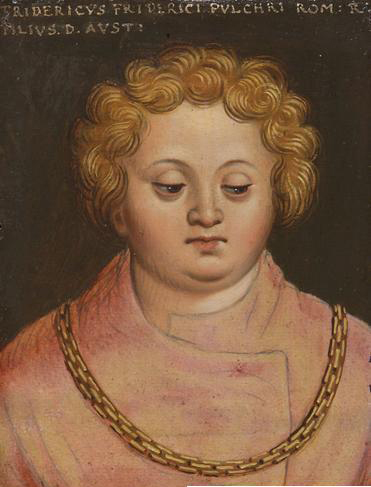
Frédéric (1316-1322).
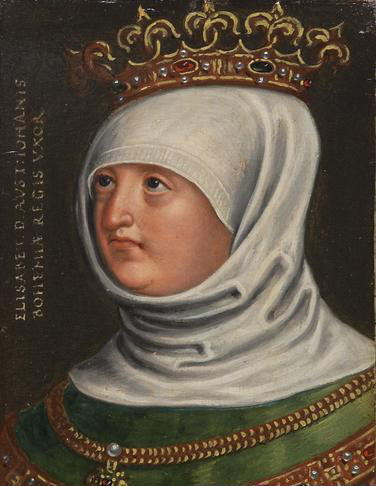
Élisabeth (1317-1336).
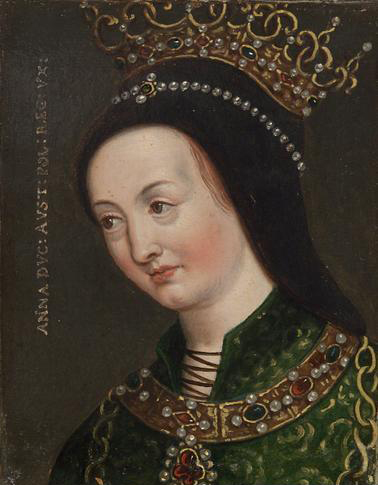
Anne (1318-1343).